# Slaget vid Blenheim
Slaget vid Blenheim (känt i vissa länder som andra slaget vid Höchstädt), ett slag som utkämpades den 13 augusti 1704 vid den bayerska byn Blindheim norr om staden Höchstädt mellan en fransk-bayersk armé och en allierad armé bestående av engelsmän, holländare och österrikare med flera. Det var ett av de största slagen och vändpunkten i det spanska tronföljdskriget.

## Bakgrund
Upprinnelsen till slaget var den bayerske kurfurstens arvsanspråk på delar av det spanska väldet som fick stöd av Frankrike men som avfärdades av Österrike som ville ha hela arvet. Med stöd av en fransk armé invaderade bayerska styrkor de österrikiska arvländerna och sjömakterna (England och Nederländerna) var tvungna att undsätta sin bundsförvant för att undvika en kollaps. Genom en skickligt genomförd marsch genom Tyskland lyckades den engelsk-holländska armén under hertigen av Marlboroughs befäl förena sig med den österrikiska armén under Eugen av Savojen. Med en sammanlagd styrka på 52 000 man anföll de den 56 000 man starka fransk-bayerska armén vid Blenheim ledd av (hertigen av Tallard).

## Slaget
Hertigen av Marlborough använde för första gången den strategi som han sedan skulle upprepa i alla sina stora fältslag. Den gick ut på att först angripa flyglarna för att få fransmännen att föra över sina reserver till dessa. Därefter riktade Marlborough ett kraftfullt angrepp mot den franska centern som snart kollapsade under det stora trycket. Resultatet blev att ordningen inom den franska armén upplöstes och de drabbades av skyhöga förluster (20 000 stupade och 14 190 tillfångatagna). Endast 4 542 allierade soldater stupade. Trots Marlboroughs och Eugen av Savojens inspirerade ledarskap får dock huvudorsaken till slagets utgång sökas i missförhållanden i den franska ledningen. Precis som Marlborough hade hoppats på sattes alla franska reserver in i flyglarna, men detta skedde utan överbefälhavaren Tallards vetskap. Det var en underbefälhavare som försvarade byn Blenheim som egenmäktigt lade beslag på reserverna. Inne i Blenheim var det dessutom så trångt att förstärkningarna inte kunde göra något nytta, däremot gjorde trängseln det väldigt svårt för de allierade soldaterna att missa de franska soldaterna under eldstriden. När Marlboroughs attack mot centern kom kallade Tallard efter förstärkningar som han trodde fortfarande fanns bakom honom och fick det överraskande svaret att de befann sig utom räckhåll i Blenheim. Utan dessa kunde Tallard inte stå emot Marlbouroughs attack och nederlaget var oundvikligt.

## Konsekvenser
Frankrike hade inte upplevt ett större nederlag på slagfältet sedan det trettioåriga kriget och utgången av slaget vid Blenheim var en stor prestigeförlust som innebar att den aura av oövervinnerlighet som omgav Ludvig XIV:s armé försvann. De strategiska konsekvenserna av nederlaget var att fransmännen tvingades evakuera hela södra Tyskland och under resten av kriget inrikta sig på försvar. Bayern blev ockuperat av allierade trupper, och trots ett från början generöst erbjudande vägrade kurfursten att byta sida. Han förklarades därför i riksakt och hans landområden togs ifrån honom. Dessa återlämnades dock vid fredsslutet eftersom det var ett orubbligt krav från Ludvig XIV:s sida att hans trogne bundsförvant inte skulle lida någon skada.